# 찰스 할러한
찰스 핼러핸(Charles Hallahan, 영어 발음: /ˈhæləhæn/, 1943년 7월 29일 ~ 1997년 11월 25일)은 미국의 배우, 각본가, 영화 제작자이다.
필라델피아에서 태어났으며 로스앤젤레스에서 사망하였다. 사인은 심근 경색이다.

## 출연 작품
- 페이스 다운 (1998년)
- 에이스 가이 (1997년)
- 단테스 피크 (1997년) - 폴 드레이퍼스 역
- 전사 골리앗 (1996년)
- 진실과 탐욕 (1996년)
- 더 팬 (1996년) - 쿠프 역
- 파이널 디씨전 (1996년) - 장교 역
- 로스웰의 비밀 (1994년)
- 그레이스 언더 파이어 (1993년)
- 와일드 팜 (1993년)
- 데이브 (1993년)
- 워락 2 - 아마게돈 (1993년)
- 육체의 증거 (1993년)
- 나일스 (1992년)
- 살인 주문 (1991년)
- 코치 (1989년)
- 암흑의 차이나타운 (1989년)
- 진정한 승부 (1987, P.K. and the Kid)
- 페이탈 뷰티 (1987년)
- FBI의 대부 후버 (1987년)
- 마지막 승리 (1986년)
- 페일 라이더 (1985년)
- 청춘의 승부 (1985년)
- 형사 헌터 (1984년)
- 환상 특급 (1983년)
- 메릴스트립의실크우드 (1983년)
- 괴물 (1982년) - 노리스 역
- 어느날 갑자기 (1979년)
- 고잉 인 스타일 (1979년) - 피트 역
- 나이트윙 (1979년)
- A Death in Canaan (1978)
- 하늘의 공포 (1978, Terror Out of the Sky)

### 텔레비전
- 하버드 대학의 공부벌레들 (1978-79, The Paper Chase)